# Акеті Міцухіде
Аке́ті Міцухі́де (【明智光秀】 あけちみつひで; 1528 (?) — 2 липня 1582) — японський політичний і військовий діяч, полководець періоду Сенґоку. Васал і один з головних генералів Оди Нобунаґи. 1582 року підняв заколот проти свого сюзерена, змусивши його вчинити самогубство в монастирі Хонно. За півмісяця розбитий силами месників на чолі з Тойотомі Хідейосі. Убитий селянами під час втечі.

## Біографія
Акеті Міцухіде народився близько 1528 року в провінції Міно, в самурайській родині. За переказами його батько, Акеті Міцуцуна, служив роду Токі, військовим губернаторам цієї провінції, але надійних джерел, які підтверджують це, немає.
Деякий час Міцухіде був підлеглим Асакури Йосікаґе, володаря провінції Етідзен. 1566 року він перейшов на службу до Оди Нобунаґи, володаря провінції Оварі. Разом із Хосокавою Фудзітакою, васалом шьоґуна Асікаґи Йосіакі, Міцухіде виконував роль дипломата-посередника між Нобунаґою, шьоґунатом і столичною аристократією. 1571 року, неподалік від Кіото, він збудував замок Сакамото в провінції Омі, де виконував обов'язки управителя столиці.
1575 року, за наказом Нобунаґи, Міцухіде розпочав завоювання провінцій Танґо й Тамба. На його боці виступила місцева знать, за допомогою якої він здобув ворожий замок Курої. Проте в лютому 1576 року один із впливових союзників — Хатано Хідехару, володар замку Яґамі, зрадив Міцухіде й долучився до антинобунаґівської коаліції. Завоювання провінцій затягнулося і було завершене лише в травні 1579 року за допомоги сил Хосокави Фудзітаки.
В травні 1582 року Міцухіде отримав від Нобунаґи посаду головного полководця столичного регіону Кінкі. Його власні володіння простиралися від західного Омі до північних кордонів провінції Тамба. Під командуванням Міцухіде перебували Хосокава Фудзітака — володар провінції Танґо, Цуцуї Дзюнкей — володар провінції Ямато, та полководці Такаяма, Накаґава й Ікеда з провінції Сеццу.
Незважаючи на щедрі земельні пожалування, 21 червня 1582 року Міцухіде організував заколот проти Нобунаґи і напав із військом на його резиденцію в столичному монастирі Хонно, скориставшись відсутністю належної охорони. Сюзерен і його син Нобутада загинули, вчинивши ритуальне самогубство.
Міцухіде сподівався посісти місце покійного Нобунаґи і стати правителем Центральної Японії, але підтримки серед підлеглих володарів не знайшов. Вони перейшли на бік його опонента Тойотомі Хідейоші, месника Нобунаґи, який розбив головні сили заколотника у битві при Ямадзакі 2 липня 1582 року. Пораненому Міцухіде вдалося втекти з поля бою, але по дорозі він потрапив у засідку, влаштовану селянами, і був убитий. Його голову передали Хідейоші, який виставив її в Кіото на публічний огляд.
Усі його родичі Міцухіде загинули під час штурму військами Хідейосі родинного замку Акеті — фортеці Камеяма. В живих лишилася лише його донька Тама, відома як християнська мучениця Хосокава Ґрасія.